# St. Maximilian (Duisburg-Ruhrort)

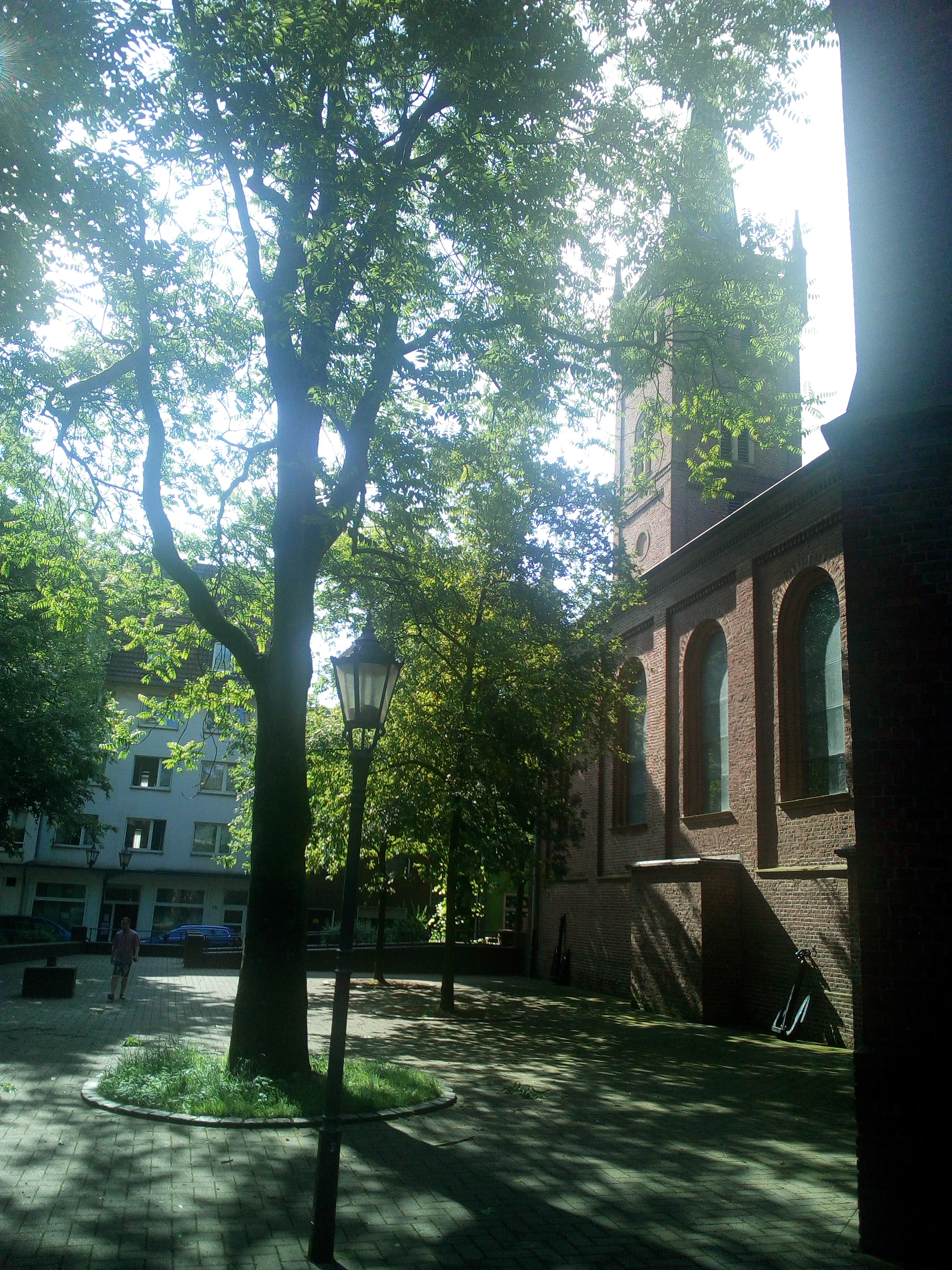
Duisburg-Ruhrort, St. Maximilian, klassizistischer Bauteil

Die Kirche St. Maximilian ist eine römisch-katholische Kirche in Duisburg-Ruhrort. Sie ist Filialkirche der Pfarrei St. Michael im Stadtdekanat Duisburg im Bistum Essen.

## Geschichte
Ab 1782 gab es in Ruhrort vor allem für Schiffer und Reisende katholischen Gottesdienst, der anfänglich von den örtlichen Franziskanern gestaltet wurde, aber keine angemessene Kirche zur Verfügung hatte. Nachdem Ruhrort 1821 dem Bistum Münster zugeschlagen wurde, kam es 1829 zur Errichtung einer Notkirche, einem mit Brettern verschlagenen Fachwerkbau, der sogenannten „Bretterkirche“. Sie war dem Heiligen Maximilian von Celeia (auch: Maximilian vom Pongau) geweiht, dem Namenspatron von Kaspar Maximilian Droste zu Vischering, Bischof von Münster. Erst 1920 erhielt die Kirche von der Zisterzienser-Abtei Marienstatt eine Reliquie des Heiligen, die seither in einem Reliquiar ausgestellt ist. Der 1983 gestartete Versuch, ein Zweitpatronat Maximilian Kolbe zu erreichen, kam nicht zum Abschluss.

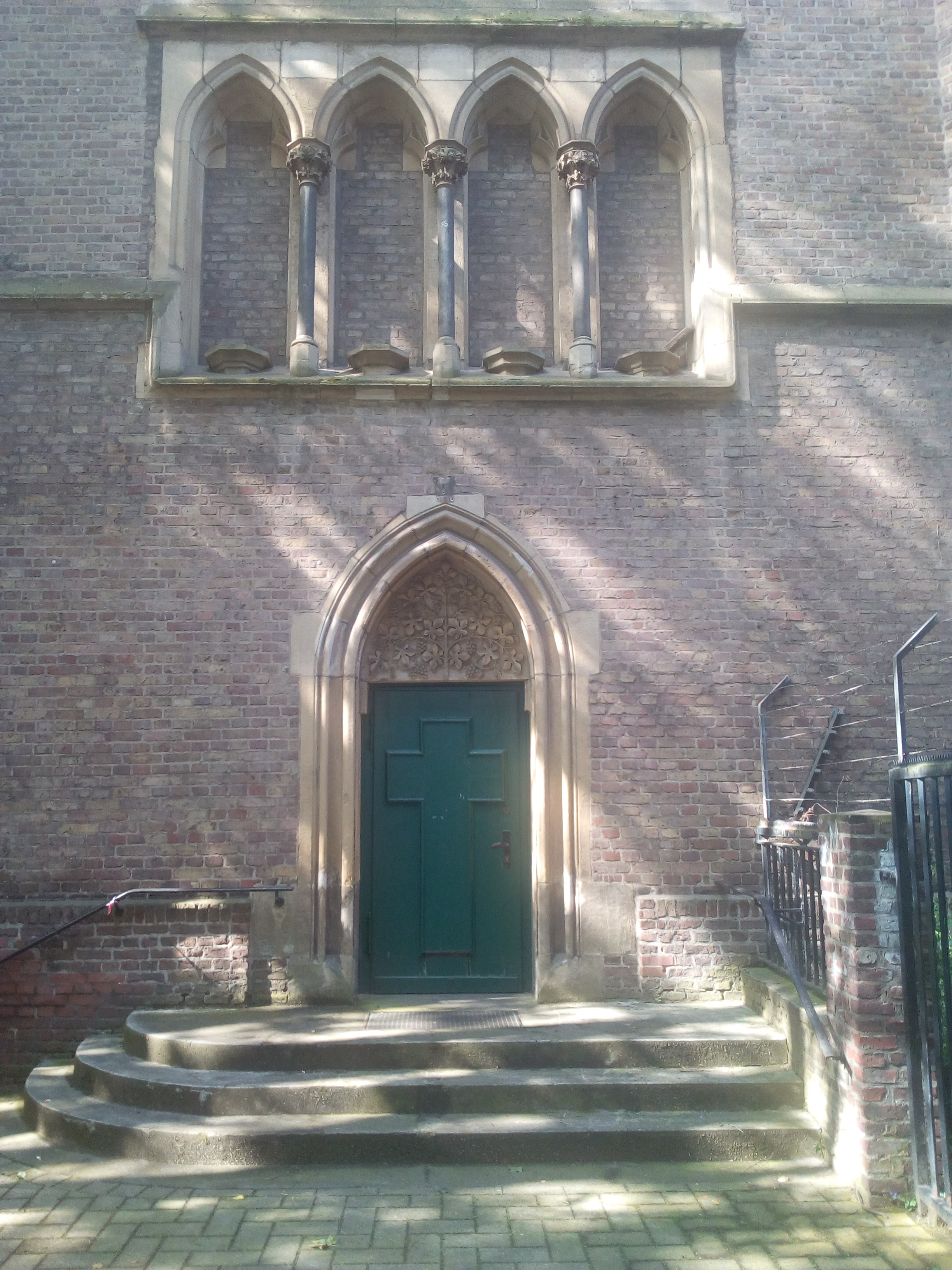
Portal im neugotischen Bauteil

Als 1845 die Pfarrei St. Maximilian gegründet wurde, gehörten ihr 900 örtliche Katholiken und 500 katholische Schiffer an. Von 1845 bis 1847 errichteten die Architekten August Soller und Heinrich Johann Freyse einen klassizistischen Kirchenbau, dem 1867 bis 1871 von Heinrich Wiethase ein neugotischer Teil angefügt wurde. Am 21. Juni 1940 wurde die Kirche von einer Bombe getroffen, die auch die Orgel vernichtete. Der Wiederaufbau mit staatlicher Hilfe (einschließlich der Orgel) war 1942 abgeschlossen, doch kam es am 14. Oktober 1944 zur erneuten Zerstörung. Ab 1950 war die Kirche wieder benutzbar, ab 1953 gänzlich renoviert, einschließlich neuer Kirchenfenster für den neugotischen Teil. 1958 kamen neue Kirchenfenster im klassizistischen Teil hinzu. Das Gebäude steht unter Denkmalschutz.

## Pfarrer
- 1846–1859: Karl Mancy (1802–1859)
- 1860–1866: Heinrich Schroers (1816–1866)
- 1866–1889: Karl Rösen (1827–1889)
- 1889–1898: Daniel Dehaan (1839–1898)
- 1899–1903: Theodor Kochmeyer (1853–1829)
- 1903–1912: Peter Kempkes (1857–1931)
- 1912–1928: Albin Burg (1865–1950)
- 1928–1951: Philipp Brockhausen (1879–1951)
- 1951–1972: Heinrich Kils (1903–1987)
- 1972–1986: Hans-Hermann Bittger (1933–2012)
- 1986–?: Helmut Mühlenberg (* 1941)
- 2012–2018: Norbert Siwinski (* 1978)
- 2018–2020: Marius Gruszfeld OFMConv
- 2020–: Johannes Aniol

## Zentrum der Schifferseelsorge
Seit Gründung der Pfarrei 1845 oblag ihr die Schifferseelsorge im Duisburger Raum, für die in der Regel ein eigener Schifferseelsorger zuständig war, dem ab 1964 das Seelsorgeboot St. Nikolaus zur Verfügung stand. Er war gleichzeitig Generalpräses des St. Nikolaus-Schifferverbandes (gegründet 1905). Besondere Bekanntheit erreichte Anton Dory mit seiner Doktorarbeit Das Milieu und die Psychologie des Schifferkindes in seiner Eigenart. Verlag Joseph Kösel & Friedrich Pustet, München 1935 (Dissertation Bonn 1935), sowie der letzte amtierende Schifferseelsorger Werner Paquet (1942–2016, im Amt ab 1978).

## Ausstattung
Der aus Antwerpen stammende holzgeschnitzte gotische Hochaltar wurde 1872 geweiht. Er besteht aus vier Szenen aus dem Leben des heiligen Josef (Darstellung Jesu im Tempel, Flucht nach Ägypten, Heilige Familie in Nazareth, Josefs Tod), einer Kreuzigungsgruppe (über dem Tabernakel) und einer Christusfigur mit vier Engeln. Die Altarflügel tragen innen die Gemälde der Verkündigung und des Pfingstwunders und außen vier Darstellungen der Leidensgeschichte. Der steinerne Altartisch trägt die Relieffiguren der heiligen Jakobus, Petrus, Andreas und Viktor. Das 1877 aufgestellte reich geschnitzte Chorgestühl von 1484 stammt aus dem 1809 aufgehobenen Zisterzienserinnenkloster Marienbächlein in Sterkrade.
Drei der fünf Chorfenster wurden 1953 von Heinrich Dieckmann entworfen. Sie stellen dar: Auferstehung Christi (zentral), Aufnahme Mariens in den Himmel (links) und Auferstehung der Menschen (rechts). Sie enthalten lokale Elemente wie Bauten der Phoenix-Werke, die Kirche St. Maximilian oder ein Dampfschiff auf dem Rhein.
Acht der zwölf Kirchenfenster im klassizistischen Teil der Kirche wurden 1957 von Schwester Erentrud Trost OSB entworfen. Sie stellen die acht Seligpreisungen dar, jeweils verkörpert durch einen Heiligen.
Der Kreuzweg wurde 1881 von Peter Heinrich Windhausen gemalt. Eine Figur der Muttergottes als Himmelskönigin (über dem Taufbecken) stammt aus dem 15. Jahrhundert. Eine Pietà (vom Kölner Bildhauer Edmund Renard, 1830–1905) stammt aus dem Jahr 1873. Sieben Figuren (ursprünglich von der Kanzel stammend) stellen neben Christus als Weltenretter die Apostel Petrus, Paulus, Matthäus, Markus, Lukas und Johannes dar.
Zusätzliche Prägung erhält die Kirche durch Elemente aus der Flussschifffahrt.

## Orgel
Die Orgel wurde 1961 von der Firma Romanus Seifert & Sohn in Kevelaer erbaut. Das Instrument hat 40 Register auf drei Manualen und Pedal (mit insgesamt 2986 Pfeifen).
Die Disposition lautet wie folgt:
| I Hauptwerk C–g3 |       |
| Quintade         | 16′   |
| Prinzipal        | 8′    |
| Gemshorn         | 8′    |
| Oktave           | 4′    |
| Rohrflöte        | 4′    |
| Quinte           | 2 ⁄3′ |
| Superoktav       | 2′    |
| Kornett V ab c1  |       |
| Mixtur V–VI      | 1 ⁄3′ |
| Trompete         | 8′    |

| II Rückpositiv C–g3 |       |
| Nachthorn           | 8′    |
| Quintadena          | 8′    |
| Sing. Prinzipal     | 4′    |
| Blockflöte          | 4′    |
| Schwegel            | 2′    |
| Spitzquinte         | 1 ⁄3′ |
| Scharf IV           | 1′    |
| Krummhorn           | 8′    |

| III Schwellwerk C–g3 |                |
| Holzprinzipal        | 8′             |
| Weidenpfeife         | 8′             |
| Liebl. Gedackt       | 8′             |
| Prinzipal            | 4′             |
| Koppelflöte          | 4′             |
| Waldflöte            | 2′             |
| Siffflöte            | 1′             |
| Scharfcymbel V       | 2⁄3′           |
| Terz-Sept            | 1 3⁄5′ + 1 ⁄7′ |
| Dulcian              | 16′            |
| Schalmei             | 8′             |
| Clairon              | 4′             |

| Pedal C–f1    |         |
| Prinzipalbass | 16′     |
| Subbass       | 16′     |
| Quintbass     | 10 2⁄3′ |
| Oktavbass     | 8′      |
| Gedacktbass   | 8′      |
| Choralbass    | 4′      |
| Hintersatz VI | 2 ⁄3′   |
| Posaune       | 16′     |
| Trompete      | 8′      |
| Sing. Kornett | 2′      |

- Koppeln: II/I, III/I, III/II, I/P, II/P, III/P
- Spielhilfen: 2 freie Kombinationen, 1 freie Pedalkombination, elektronische 7168fache Setzeranlage, umschaltbare, freiprogrammierbare Crescendowalze (Einbau 2006)